# センダイトウヒレン
センダイトウヒレン（仙台塔飛廉、学名：Saussurea sendaica）は、キク科トウヒレン属の多年草。

## 特徴
茎は直立し、高さは30-80cmになり、翼が発達し、上部での分枝は少ない。花時には根出葉はふつう存在しない。葉は互生し、茎の下部につく葉は草質で、葉身は卵形になり、長さ9-11cm、幅8cm、先は鋭尖頭、基部は切形から心形、縁に粗い鋸歯がある。葉柄は長さ6-11cmになり、広い翼がある。
花期は8-9月。頭状花序は散房状または総状に2-7個がまばらにつき、頭花の径は2cmになる。総苞は緑色で、長さ15-18mm、径10-15mmになる鐘形で、くも毛がある。総苞片は8-9列あり、総苞外片は狭卵形になり長さ3.5mm、総苞中片とともに先端が開出するか反り返る。頭花は筒状花のみからなる。

## 分布と生育環境
日本固有種。本州の東北地方の主に太平洋側に分布し、低山帯から山地帯の夏緑林の林内、林縁または林間の草地に生育する。
同属のフボウトウヒレンは、奥羽山脈南部の船形山および蔵王連峰に分布し、高山帯の灌木林の林縁や草原に生育するが、奥羽山脈南部の低地では本種が生育する。両種は同地において垂直的にすみ分けている。
また、同属のアサマヒゴタイは本種に似るが、総苞は長さ13-15mm、径6-10mmになる筒形で、東北地方南部・関東地方・東海地方東部の太平洋側地域に分布する。

## 名前の由来
和名センダイトウヒレンは、「仙台塔飛廉」の意で、基準産地が宮城県仙台市であることから、和名「センダイ（仙台）」および種小名 sendaica に使われている。

## 分類
本種は、1981年刊行の『日本の野生植物 草本III 合弁花類』（平凡社）では、北村四郎によって、分類上の基本種であるオオダイトウヒレン – Saussurea nipponica Miq. subsp. nipponicaの亜種 - S. nipponica Miq. subsp. sendaica (Franch.) Kitam. として取り扱われた。これは、それまでセンダイトウヒレンなど、独立種とされていたものを単一の種としてまとめたものである。その後の研究の結果、広義のオオダイトウヒレンは複数の種からなるとみなす方が妥当であるとして、2017年刊行の『改訂新版 日本の野生植物 5』（平凡社）では、門田裕一によって、独立種として扱われた。

## ギャラリー

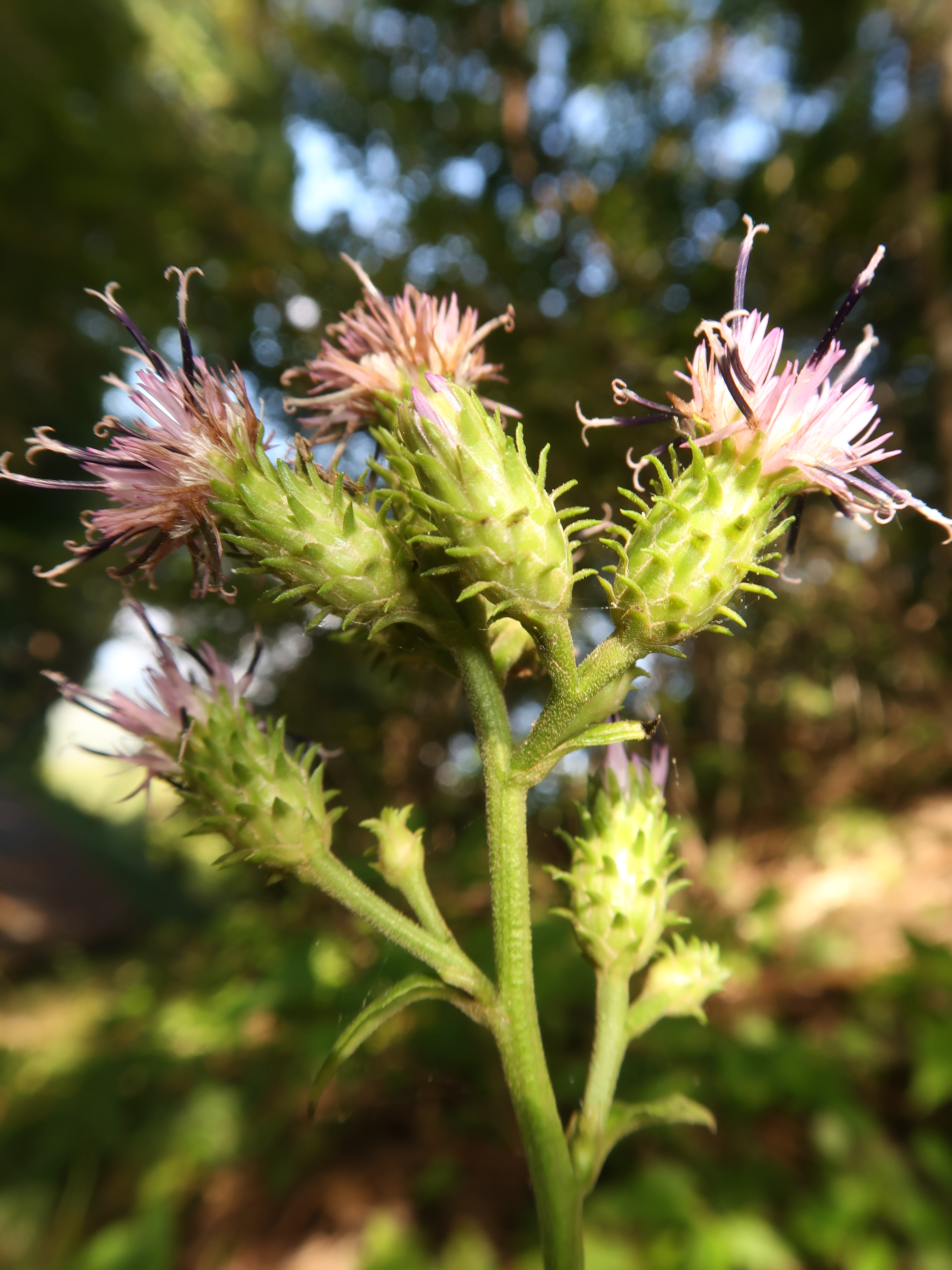
総苞は緑色で鐘形、総苞片は狭卵形で先端は伸びて斜上する。くも毛がある。
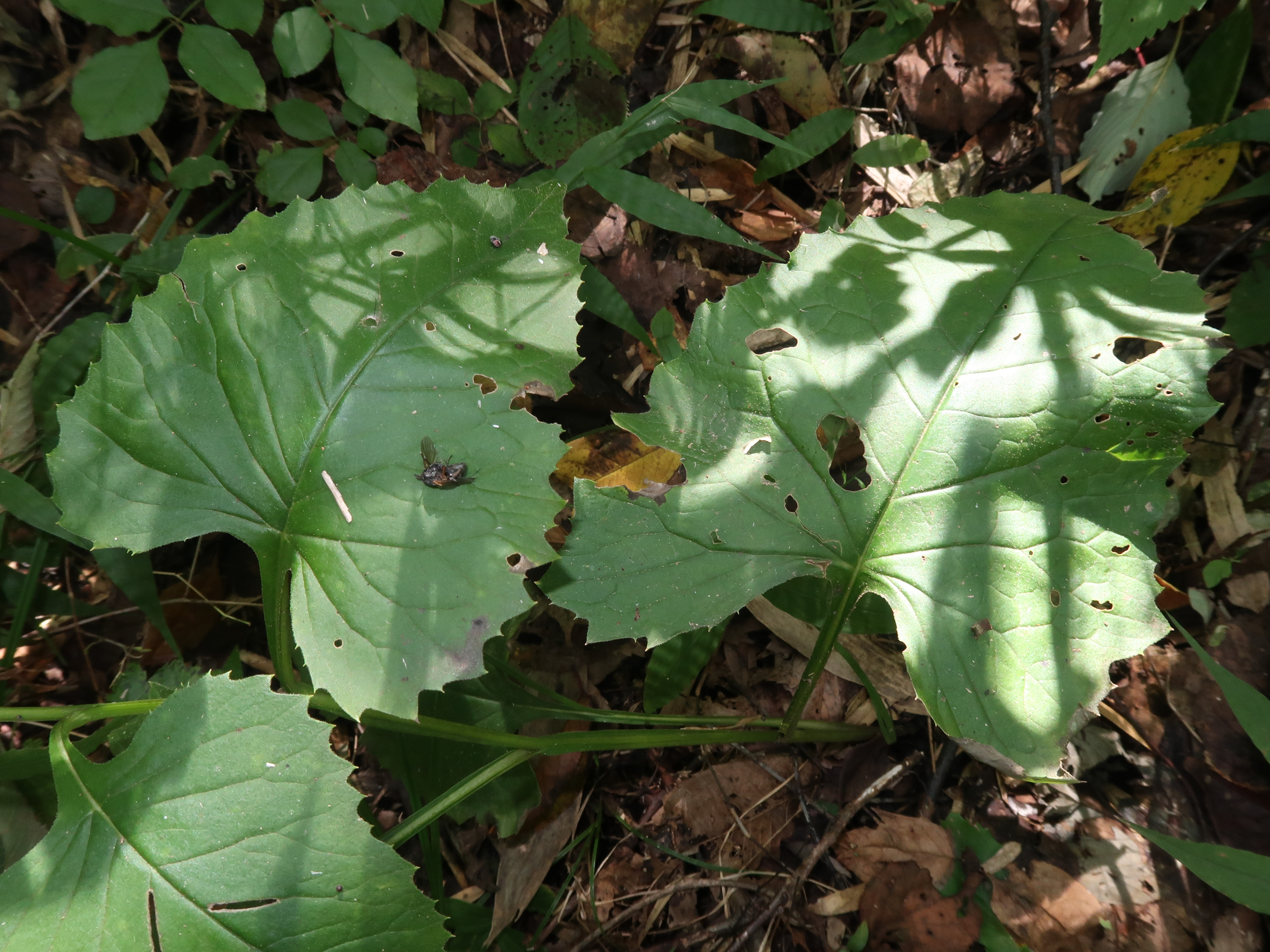
葉。葉柄に広い翼がある。